# Abducție
Abducția (din latină abductio: "în-' depărtare"; termen medical) reprezintă mișcarea de îndepărtare a unui membru sau a unui segment de membru de axul median al corpului sau de axul median al mâinii, în cazul mișcării degetelor. Mușchiul care efectuează mișcarea de abducție poartă numele de mușchi abductor.

Acest articol conține text din Dicționarul enciclopedic român (1962-1966), aflat acum în domeniul public.